# Val Boreca, Monte Lesima
Val Boreca, Monte Lesima este o arie protejată (arie specială de conservare — SAC, sit de importanță comunitară — SCI) din Italia întinsă pe o suprafață de 4.724 ha, integral pe uscat.

## Localizare
Centrul sitului Val Boreca, Monte Lesima este situat la coordonatele 44°39′07″N 9°14′42″E / 44.651944°N 9.245°E.

## Înființare
Situl Val Boreca, Monte Lesima a fost declarat sit de importanță comunitară în decembrie 1995 pentru a proteja 1 specie de plante și 19 specii de animale. Situl a fost protejat și ca arie specială de conservare în martie 2019.

## Biodiversitate
Situată în ecoregiunea continentală, aria protejată conține 14 habitate naturale: Fânețe montane, Râuri de munte și vegetația lor lemnoasă cu Salix elaeagnos, Pajiști alpine și boreale, Păduri de Castanea sativa, Păduri de fag din Apenini cu Taxus și Ilex, Pajiști carstice calcaroase sau bazofile, de Alysso-Sedion albi, Formațiuni ierboase bogate în specii de Nardus, dezvoltate pe substraturi silicioase în zone montane (și în zone submontane, în Europa continentală), Formațiuni de Juniperus communis pe lande sau pajiști calcaroase, Păduri aluvionare cu Alnus glutinosa și Fraxinus excelsior (Alno-Padion, Alnion incanae, Salicion albae), Liziere de ierburi înalte hidrofile de câmpie și de nivel montan până la alpin, Fânețe de joasă altitudine (Alopecurus pratensis, Sanguisorba officinalis), Grohotișuri termofile și vest-mediteraneene, Păduri de fag Asperulo-Fagetum, Pajiști uscate seminaturale și facies de acoperire cu tufișuri pe substraturi calcaroase (Festuco-Brometalia) (* situri importante pentru orhidee).
La baza desemnării sitului se află mai multe specii protejate:
- plante (1): Himantoglossum adriaticum
- păsări (10): uliu porumbar (Accipiter gentilis), fâsă de pădure (Anthus spinoletta), acvilă de munte (Aquila chrysaetos), mierla de apă (Cinclus cinclus), șerpar (Circaetus gallicus), sfrâncioc roșiatic (Lanius collurio), viespar (Pernis apivorus), ciocănitoarea verde (Picus viridis), mugurarul (Pyrrhula pyrrhula), țiclete (Sitta europaea)
- amfibieni (2): Salamandrina terdigitata, Speleomantes strinatii
- mamifere (3): liliac cârn (Barbastella barbastellus), lupul (Canis lupus), liliacul mic cu potcoavă (Rhinolophus hipposideros)
- nevertebrate (3): Austropotamobius pallipes, Euplagia quadripunctaria, Rosalia alpina
- pești (1): Barbus plebejus

Pe lângă speciile protejate, pe teritoriul sitului au mai fost identificate 14 specii de plante, 3 specii de amfibieni, 9 specii de mamifere, 2 specii de nevertebrate, 3 specii de reptile.